# Charlie Ford
Charlie Ford (Leicester, 1 mei 1985) is een Engelse golfer. Hij speelt sinds 2010 op de Europese Challenge Tour.
Charlie Ford had als amateur handicap +4. Hij kreeg een driejarige studiebeurs en studeerde aan de University of Tennessee. Daar won hij het Turtle Bay Intercollegiate in Kahuku, Hawaii, met een recordscore van 200.

## Gewonnen
- Turtle Bay Intercollegiate in Kahuku, Hawaï

## Professional
Hij werd in 2009 professional. Hij ging naar de Tourschool en haalde de Final Stage. Daar stond hij naar 4 aan de leiding, maar voor ronde 5 scoorde hij 81 waarna hij geen spelerskaart voor de Europese PGA Tour meer kon halen. Hij speelt sinds 2010 op de Europese Challenge Tour. In zijn rookiejaar won hij het tweede toernooi, de Turkish Airlines Challenge, nadat hij Oscar Florén in de play-off verslagen had.
Nadat hij in 2014 zeven keer de cut had gemist, nam hij een nieuwe putter. Daarmee speelde hij in juli de Swiss Challenge op Golf Sempachersee. Voor ronde 3 leverde hij een score van 64 in waarna hij aan de leiding ging.

### Gewonnen
- 2010: Turkish Airlines Challenge